# Astro's Playroom
Astro's Playroom est un jeu vidéo de plateforme développé par la Team Asobi de SIE Japan Studio et édité par Sony Interactive Entertainment sorti en même temps que la PlayStation 5 en novembre 2020, console sur laquelle il est préinstallé afin de servir de démonstration à la manette DualSense.
Il s'agit de la suite d'Astro Bot Rescue Mission sorti en octobre 2018 sur PlayStation 4 via le PlayStation VR. En son sein est proposée une rétrospective de l'histoire de PlayStation.

## Système de jeu
Astro's Playroom est un jeu de plateforme dans lequel le personnage éponyme incarné par le joueur doit traverser des niveaux thématisés reliés entre eux. Il peut y récolter des pièces d'or, des artéfacts et des pièces de puzzle, l'objectif principal étant d'arriver à la fin du niveau. Pour cela, il fait usage de diverses transformations faisant office de mécaniques de jeu principales,.

## Développement

### Musique
La bande-son de Astro's Playroom est composée par Kenneth Young (en), qui avait travaillé sur celle de son prédécesseur, Astro Bot Rescue Mission. Elle est rendue disponible en ligne au début du mois de mars 2021,.
| Bande-son de Astro's Playroom, | Bande-son de Astro's Playroom,      | Bande-son de Astro's Playroom, | Bande-son de Astro's Playroom, | Bande-son de Astro's Playroom, | Bande-son de Astro's Playroom, | Bande-son de Astro's Playroom, | Bande-son de Astro's Playroom, | Bande-son de Astro's Playroom, | Bande-son de Astro's Playroom, |
| No                             | Titre                               | Durée                          |                                |                                |                                |                                |                                |                                |                                |
| ------------------------------ | ----------------------------------- | ------------------------------ | ------------------------------ | ------------------------------ | ------------------------------ | ------------------------------ | ------------------------------ | ------------------------------ | ------------------------------ |
| 1.                             | That's The Way To Do It             | 3:40                           |                                |                                |                                |                                |                                |                                |                                |
| 2.                             | CPU Plaza                           | 2:17                           |                                |                                |                                |                                |                                |                                |                                |
| 3.                             | I'm your GPU                        | 4:30                           |                                |                                |                                |                                |                                |                                |                                |
| 4.                             | SSD                                 | 4:38                           |                                |                                |                                |                                |                                |                                |                                |
| 5.                             | Follow Me (Into The Storm)          | 5:42                           |                                |                                |                                |                                |                                |                                |                                |
| 6.                             | Botdi Beach                         | 5:14                           |                                |                                |                                |                                |                                |                                |                                |
| 7.                             | Cooling Springs                     | 4:07                           |                                |                                |                                |                                |                                |                                |                                |
| 8.                             | PlayStation Labo & Gatcha           | 3:58                           |                                |                                |                                |                                |                                |                                |                                |
| 9.                             | GPU Jungle (Powerup & Boss)         | 4:01                           |                                |                                |                                |                                |                                |                                |                                |
| 10.                            | SSD Speedway (Powerpu & Boss)       | 4:38                           |                                |                                |                                |                                |                                |                                |                                |
| 11.                            | CPU Plaza (After Dark)              | 1:45                           |                                |                                |                                |                                |                                |                                |                                |
| 12.                            | They Don't Make'm Like They Used To | 3:20                           |                                |                                |                                |                                |                                |                                |                                |
| 13.                            | CRT-Rex                             | 2:22                           |                                |                                |                                |                                |                                |                                |                                |
| 14.                            | 4K-Rex                              | 2:18                           |                                |                                |                                |                                |                                |                                |                                |
| 15.                            | Let's Do This                       | 2:09                           |                                |                                |                                |                                |                                |                                |                                |
| 16.                            | Goal                                | 1:16                           |                                |                                |                                |                                |                                |                                |                                |
| 17.                            | Uplifting Little Number             | 3:25                           |                                |                                |                                |                                |                                |                                |                                |
| 18.                            | I Am Astro Bot                      | 2:35                           |                                |                                |                                |                                |                                |                                |                                |
| 19.                            | Memories of Play                    | 2:16                           |                                |                                |                                |                                |                                |                                |                                |
| 20.                            | CPU Plaza (Mashup Ouverture)        | 9:30                           |                                |                                |                                |                                |                                |                                |                                |
| 01:14:25                       |                                     |                                |                                |                                |                                |                                |                                |                                |                                |

### Annonce et commercialisation
Le jeu est annoncé lors d'une conférence en ligne le 14 juin 2020 à l'occasion de la révélation de nombreux jeux PlayStation 5 ainsi que de l'apparence de ladite console. Il est par la même occasion établi qu'il sera préinstallé sur toutes les consoles PlayStation 5 afin de faire office de démonstration à la manette DualSense, notamment de ses nouvelles fonctionnalités : gâchettes adaptatives, vibrations améliorées, retour haptique, capteur de mouvement, microphone, etc.,,,.
Sa sortie est de fait fixée en novembre 2020 en même temps que la PlayStation 5, plus précisément le 12 novembre 2020 en Amérique du Nord, au Japon, en Corée du Sud et en Nouvelle-Zélande, le 19 novembre 2020 dans le reste du monde sauf la Chine, où la console est disponible le 15 mai 2021
,.

## Accueil

### Critiques
Astro's Playroom reçoit de bonnes critiques de la presse spécialisée. L'agrégateur de notes Metacritic lui attribue la note de quatre-vingt-trois sur cent, affirmant que les soixante-neuf avis recensés lui sont « généralement favorables ». De même, les soixante-dix-sept critiques analysées par OpenCritic donnent la note moyenne de quatre-vingt-quatre sur cent, avec un taux de recommandation de 91 %,.

### Distinctions
Astro's Playroom est nommé à trois reprises dans l'édition 2021 des British Academy Video Games Awards, dans les catégories du meilleur game design, du meilleur jeu familial et du meilleur audio. Il n'y remporte aucune récompense,.
Le jeu bénéficie également d'une nomination aux DICE Awards 2021 dans la catégorie du meilleur jeu familial, mais ne remporte pas la récompense.
Il n'est nommé dans aucune catégorie de la cérémonie The Game Awards 2021.
| Année | Cérémonie                          | Catégorie             | Résultat   |
| ----- | ---------------------------------- | --------------------- | ---------- |
| 2021  | British Academy Video Games Awards | Meilleur game design  | Nomination |
| 2021  | British Academy Video Games Awards | Meilleur audio        | Nomination |
| 2021  | British Academy Video Games Awards | Meilleur jeu familial | Nomination |
| 2021  | DICE Awards                        | Meilleur jeu familial | Nomination |